# Jerome Rothenberg
Pour les articles homonymes, voir Rothenberg (homonymie).
Ne doit pas être confondu avec Jérôme Rothen.
Jerome Rothenberg, né le 11 décembre 1931 à New York (États-Unis) et mort le 21 avril 2024 à Encinitas dans l'État de Californie, est un poète, essayiste, traducteur, anthologiste, directeur de publication et universitaire américain. Il est connu pour avoir développé l'ethno-poésie.

## Biographie

### Jeunesse et formation
Jerome Rothenberg est né le 11 décembre 1931 dans une famille juive new-yorkaise. Après ses études secondaires, il est accepté par le City College de New York, où il obtient un Bachelor of Arts en 1952. Il poursuit ses études universitaires auprès de l'université du Michigan où il passe son Master of Arts en littérature anglaise en 1953. Après son service militaire où il est cantonné à Mayence, il reprend en 1955 ses études à l'Université Columbia de New York  où il obtient son doctorat (Ph.D.) en 1959.

### Carrière
Jerome Rothenberg commence sa carrière professionnelle en faisant connaître Günter Grass et Paul Celan auprès des lecteurs américains.
Dans un souci de retour radical aux sources, il part vivre dans une réserve indienne d'Allegany peuplée par la Nation Seneca. Il y reste deux ans, plongé dans la vie des amérindiens. Il fera le récit de son expérience dans son livre A Seneca Journal.
Jerome Rothenberg fonde en 1959 la maison d'éditions Hawk's Well Press et la revue Poems From the Floating World ou paraitront des articles de /[Quoi ?] sur James Wright, Martin Buber, Gunnar Ekelof, Robert Bly, André Breton, Paul Celan, Denise Levertov, Pablo Neruda, Robert Creeley, Gary Snyder, David Antin (en), Robert Kelly, Philip Lamantia, Robert Duncan, Anselm Hollo, Jackson Mac Low, etc.
En 1960, il publie son premier recueil de poèmes : White Sun, Black Sun. Il reste à New York jusqu'en 1972, se consacrant à l'écriture, son travail de directeur de publication et d'enseignant.
Il se fait plus particulièrement connaître par la création de l'ethno-poésie, approche multidisciplinaire de la poésie, de la linguistique, de l'anthropologie et de l'ethnologie. Cette approche est pour lui un moyen de replacer, restituer la poésie moderne dans ses racines. Pour lui, la poésie actuelle ne peut que se perdre dans le formalisme si elle oublie ses racines[réf. nécessaire]. Ce revivalisme des traditions les plus anciennes de la poésie la sort de la lecture solitaire mentalisée pour faire d'elle un acte corporel, une voix qui déclame, crie, exprime les émotions les plus profondes des personnes humaines. En 1970, il fonde avec Dennis Tedlock (en) la revue Alcheringa qui diffuse les divers travaux de recherche liés à l'ethno-poésie.
En tant qu'enseignant, il est professeur dans différents établissements universitaires : le City College of New York (1960-1961), le Mannes College of Music de New York (1961-1970), l’Université de Californie à San Diego (1971), l'Université du Wisconsin à Milwaukee (1974-1976), l’Université d'État de San Diego (1976-1977), à nouveau à l'Université de Californie à San Diego, à l’Université d'État de New York à Albany (1986), puis à l'Université d'État de New York à Binghamton (1986-1988), pour enfin retourner à l'Université de Californie à San Diego de 1988 jusqu'à sa mort.
Il est professeur émérite d'Arts plastiques à l'Université de Californie à San Diego.

### Archives
Ses manuscrits sont déposés à la Bibliothèque de l'Université de Californie à San Diego.

### Vie personnelle
Jerome Rothenberg réside jusqu'à sa mort à Encinitas, dans l'État de Californie.

## Œuvres

### Recueils de poèmes
- Poland, 1931, Santa Barbara, Californie, Unicorn Press (réimpr. 1974, 2000) (1re éd. 1970), 168 p. (ISBN 9780811205429, OCLC 203714, lire en ligne),
- Poems for the Game of Silence, 1960-1970, New York,, New Directions (réimpr. 2000) (1re éd. 1975), 204 p. (ISBN 9780811214612, OCLC 492043462),
- A Seneca Journal, New York, New Directions Pub. Corp., coll. « A New Directions Book » (réimpr. 2013, 2015) (1re éd. 1978), 136 p. (ISBN 9780811206525, OCLC 3240015, lire en ligne),
- Abulafia's Circles, Milwaukee, Wisconsin, Membrane Press, coll. « Tree » (no 6), 1979, 34 p. (ISBN 9780879240349, OCLC 5526073, lire en ligne),
- Vienna Blood & other Poems, New York, New Directions Pub. Corp., coll. « New Directions Paperbook » (no 498) (réimpr. 2000, 2011) (1re éd. 1980), 100 p. (ISBN 9780811207591, OCLC 757468661, lire en ligne),
- That Dada Strain, New York, New Directions, 1983, 100 p. (ISBN 9780811208604, OCLC 8846730, lire en ligne),
- New Selected Poems, 1970-1985, New York, New Directions, coll. « A New Directions Book », 1986, 168 p. (ISBN 9780811209960, OCLC 461924546, lire en ligne),
- Khurbn & Other Poems, New York, New Directions Publ. Co, coll. « A New Directions Book » (réimpr. 2014, 2020) (1re éd. 1989), 138 p. (ISBN 9780811211086, OCLC 246866692, lire en ligne),
- Gematria, Los Angeles, Californie, Sun & Moon Press, coll. « Sun & Moon Classics » (no 45) (réimpr. 1994, 2009) (1re éd. 1992), 180 p. (ISBN 9781557130976, OCLC 28632534, lire en ligne),
- The Lorca Variations, I-XXXIII, New York, New Directions Book, 1993, 100 p. (ISBN 9780811212533, OCLC 492040598, lire en ligne),
- Seedings & Other Poems, New York, New Directions, coll. « New Directions Paperbook Original » (no 828) (réimpr. 1998, 2000, 2011) (1re éd. 1996), 132 p. (ISBN 9780811213318, OCLC 34548710, lire en ligne),
- A Paradise of Poets : New Poems & Translations, New York, New Directions, coll. « New Directions paperbook » (no 888), 1999, 132 p. (ISBN 9780811214278, OCLC 41266138, lire en ligne),
- A Book of Witness : Spells & Gris-Gris, New York, New Directions (réimpr. 2003) (1re éd. 2002), 132 p. (ISBN 9780811215374, OCLC 639819236, lire en ligne),
- China Notes & The Treasures of Dunhuang, Toronto, Ontario, Canada, Ahadada Books, 2006, 68 p. (ISBN 9780973223392, OCLC 71003279, lire en ligne),
- Concealments and Caprichos, Boston, Massachusetts, Black Widow Press, coll. « Black Widow Press Modern Poetry Series », 2010, 218 p. (ISBN 9780984264001, OCLC 471812236, lire en ligne),
- A Cruel Nirvana, Ann Arbor, Michigan, SplitLevel Texts, 2012, 132 p. (ISBN 9780985811112, OCLC 827455741, lire en ligne),

### Essais
- Ritual : A Book of Primitive Rites & Events, New York,, Something Else Press, coll. « Great bear pamphlets » (no 6), 1966, 16 p. (OCLC 245933557, lire en ligne),
- Jerome Rothenberg et William J. Samarin, Language in religious practice, Rowley, Massachusetts, Newbury House Publishers, Inc., coll. « Series in Sociolinguistics » (réimpr. 1978) (1re éd. 1976), 196 p. (ISBN 9780883770597, OCLC 925006455, lire en ligne),
- Jerome Rothenberg et Donald Wellman, Translations : experiments in reading, a-c, Cambridge, Massachusetts, O. ARS, coll. « O. ARS » (no 3-5) (réimpr. 1986) (1re éd. 1983), 76 p. (ISBN 9780942030044, OCLC 11477019, lire en ligne),
- Jerome Rothenberg (dir.) et Diane Rothenberg (dir.), Symposium of the Whole : A Range of Discourse Towards an Ethnopoetics, Berkeley, Californie, University of California Press (réimpr. 2016) (1re éd. 1983), 536 p. (ISBN 9780520045309, OCLC 8387291, lire en ligne),

### Traductions
- Jerome Rothenberg (dir.) (trad. de l'allemand par Jerome Rothenberg), New Young German Poets, San Francisco, Californie, City Lights Books, coll. « The Pocket Poets Series » (no 11) (réimpr. 2021) (1re éd. 1959), 76 p. (ISBN 9781013483639, OCLC 247731592, lire en ligne),
- Eugen Gomringer (trad. de l'allemand par Jerome Rothenberg), konstellationen [« Konstellationen »] [« The Book of Hours and Constellations »], Chelsea, Manhattan, Something Else Press, 1968, 106 p. (OCLC 63497057),
- Kurt Schwitters (trad. de l'allemand par Jerome Rothenberg & Pierre Joris), Pppppp : Poems, Performance pieces, Proses, Plays, Poetics, Cambridge, Massachusetts, Exact Change (réimpr. 2002) (1re éd. 1993), 288 p. (ISBN 9781878972354, OCLC 1193513874),
- Federico García Lorca (trad. de l'espagnol par Jerome Rothenberg), Suites [« Suites »], Copenhague, Green Integer, 2000, 244 p. (ISBN 9781892295613, OCLC 47886000, lire en ligne),
- Vítězslav Nezval (trad. du tchèque par Jerome Rothenberg &  Milos Sovak), Antilyrik and Other Poems, Copenhague, Green Integer (réimpr. 2001) (1re éd. 2000), 154 p. (ISBN 9781892295750, OCLC 47885863)
- Writing Through: Translations & Variations  (trad. Jerome Rothenberg), Middletown, Connecticut, Wesleyan University Press, 2004, 248 p. (ISBN 9780819565884, OCLC 55056097, lire en ligne),

### Directeur de publication, anthologiste
- Technicians of the Sacred : A Range of Poetries from Africa, America, Asia, Europe and Oceania, New York, Doubleday and Co, Garden City, (réimpr. 1969, 1985, 1992, 2017) (1re éd. 1968), 556 p. (ISBN 9780520290716, OCLC 973481571, lire en ligne),
- Shaking the Pumpkin : Traditional Poetry of the Indian North Americas, Garden City, Etat de New York, Doubleday & Company, Inc. (réimpr. 1986, 1991, 2014) (1re éd. 1972), 508 p. (ISBN 9780385012966, OCLC 238609, lire en ligne),
- Revolution of the Word : A New Gathering of American Avant Garde Poetry, 1914-1945, New York, Seabury Press, coll. « Continuum Book » (réimpr. 1997, 1999) (1re éd. 1974), 304 p. (ISBN 9780816492053, OCLC 858297, lire en ligne),
- Jerome Rothenberg (dir.), Harris Lenowitz (dir.) et Charles Doria (dir.), Big Jewish Book : Poems and Other Visions of the Jews from Tribal Times to the Present, Garden City, état de New York, Anchor Press, 1978, 692 p. (ISBN 9780385026307, OCLC 3088725, lire en ligne),
- Jerome Rothenberg (dir.) et Pierre Joris (dir.), Poems for the Millennium : The University of California Book of Modern and Postmodern Poetry, vol. 2 : From Postwar to Millennium, Berkeley, Californie, University of California Press (réimpr. 2005, 2011) (1re éd. 1998), 916 p. (ISBN 9780520208643, OCLC 493414788, lire en ligne),
- Jerome Rothenberg (dir.) et Steven Clay (dir.), A Book of the Book : Some Works and Projections about the Book & Writing, New York, Granary Books, 2000, 556 p. (ISBN 9781887123280, OCLC 959186951, lire en ligne),

### Traductions en français.
- Les techniciens du sacré [« Technicians of the Sacred »] [« Les techniciens du sacré »]  (trad. de l'anglais américain par Yves di Manno), José Corti, 2008, 688 p. (ISBN 9782714309679)
- Secouer la citrouille : Poésies traditionnelles des Indiens d'Amérique du Nord [« Shaking the Pumpkin: Traditional Poetry of the Indian North Americas »]  (trad. Anne Talvaz), Mont-Saint-Aignan, France, Publications de l'Université de Rouen et du Havre, 2016, 536 p. (ISBN 9791024005874),
- Journal seneca, traduction de Didier Pemerle, éd. José Corti, 2015
- Pologne/1931, traduction de Zoë Skoulding et Jean Portante, éd. Caractères, 2014
- Un nirvana cruel : Poèmes 1980-2000, traduction de Jean Portante, illustrations d'Irving Petlin, éd. PHI, 2002
- Les variations Lorca, traduction d'Yves di Manno, éd. Belin, 2000
- Deux inédits, traduction d'Éric Sarner, Po&sie, n° 83, 1998
- Khurbn (Extraits), traduction de Raymond Farina, Po&sie, n° 71, 1995
- Après le jeu du silence (anthologie), traductions Raymond Farina, Jean-Pierre Faye et Jacques Darras, Centre international de poésie Marseille, 1991
- Une lettre à Paul Celan dans mon souvenir et autres poèmes, traduction de Raymond Farina, Po&sie, n° 35, 1985,

### Participation
- Richard Kostelanetz (dir.), Esthetics Contemporary, Buffalo, Etat de New York, Prometheus Books (réimpr. 1989) (1re éd. 1978), 448 p. (ISBN 9780879751050, OCLC 3636237, lire en ligne), p. 377-380,
- Carlos Villa (dir.), Worlds in Collision : Dialogues on Multicultural Art Issues, San Francisco, Californie, International Scholars Publications (réimpr. 1999) (1re éd. 1994), 352 p. (ISBN 9781883255473, OCLC 29952623, lire en ligne), p. 66-74,
- W. William C. Doty, Picturing Cultural Values in Postmodern America, Tuscaloosa, Alabama, The university of Alabama press, 1995, 274 p. (ISBN 9780817307332, OCLC 489811352, lire en ligne), p. 89-100,
- Harriet L. Parmet (dir.), Jerome Rothenberg, Sylvia Plath, William Heyen et Gerald Stern, The Terror of Our Days : Four American Poets Respond to the Holocaust, Bethlehem, Pennsylvanie & Londres, Lehigh University Press, 2001, 280 p. (ISBN 9780934223638, lire en ligne),

## Prix et distinctions
- 1982 : lauréat du American Book Award pour Pre-faces & Other Writings, éd. New Directions Publishing Corporation, 1981[6]
- 1974 : boursier de la Fondation John-Simon-Guggenheim[7]

## Analyse de l'œuvre
Inspiré par Gertrude Stein, James Joyce, Salvador Dali, Tristan Tzara, les dadaïstes de New York, Ezra Pound, Walt Whitman, etc.[réf. souhaitée], sa poésie est avant tout un travail sur la syntaxe, la polysémie, les associations, à ses inspirations littéraires. Il faut aussi ajouter les règles de l'herméneutique juive talmudique et midrashique, notamment la guématrie, le Temura, le Notarikon, qui sont autant d'outils de questionnements d'un texte, d'un mot, d'une expression, de nouvelles combinatoires, d'explosions de sens nouveaux. Afin de renouveler la poésie américaine, il se plonge dans la poésie amérindienne, puis afro-américaine et africaine comme autant de retour aux sources fondatrices de la poésie. Il souligne le lien originel de la parole poétique avec les gestes, qu'avant d'être un texte la poésie est avant tout un corps qui s'exprime par des rythmes sonores et corporels, qu'elle est à la fois chant et danse.

## Pour approfondir

#### Essais et biographies
- Sherman Paul (dir.), In Search of the Primitive : Rereading David Antin, Jerome Rothenberg and Gary Snyder, Baton Rouge, Louisiane, Louisiana State University Press, 1986, 301 p. (ISBN 9780807112922, OCLC 13331968, lire en ligne),
- Harry Polkinhorn, Jerome Rothenberg : A Descriptive Bibliography, Jefferson, Caroline du Nord, McFarland, coll. « American poetry contemporary bibliography series » (no 3), 1988, 179 p. (ISBN 9780899503172, OCLC 18559010),
- Christine A. Meilicke, Jerome Rothenberg's Experimental Poetry And Jewish Tradition, Bethlehem, Pennsylvanie, Lehigh University Press, 2005, 328 p. (ISBN 9780934223768, OCLC 56413037),

#### Articles anglophones
- H. S. McAllister, « "The Language of Shamans": Jerome Rothenberg's Contribution to American Indian Literature », Western American Literature, vol. 10, no 4,‎ hiver 1976, p. 293-309 (17 pages) (lire en ligne ),
- William M. Clements, « Faking the Pumpkin: On Jerome Rothenberg's Literary Offenses », Western American Literature, vol. 16, no 3,‎ 1981, p. 193-204 (12 pages) (lire en ligne ),
- Eric Mottram, « Criticism: Where the Real Song Begins: The Poetry of Jerome Rothenberg », Dialectical Anthropology, vol. 11, nos 2/4,‎ 1986, p. 225-237 (13 pages) (lire en ligne ),
- Barbara Gitenstein, « Coyote Cohen: or The Universal Trickster in Jerome Rothenberg's Evolving Collection "Poland/1931" », Studies in American Jewish Literature (1981-), vol. 9, no 2,‎ 1990, p. 176-185 (10 pages) (lire en ligne ),
- Norman Finkelstein, « The Messianic Ethnography of Jerome Rothenberg's "Poland/1931" », Contemporary Literature, vol. 39, no 3,‎ automne 1998, p. 356-379 (24 pages) (lire en ligne ),
- Jennifer Scappettone, « Tuning as Lyricism: The Performances of Orality in the Poetics of Jerome Rothenberg and David Antin », Critical Inquiry, vol. 37, no 4,‎ été 2011, p. 782-786 (5 pages) (lire en ligne ),
- Mark Wilson, « The Shaman of Subversion: Jerome Rothenberg’s Radical Deconstructions », sur The Fiend, 21 août 2012,
- Ariel Resnikoff, « Ariel Resnikoff, with Jerome Rothenberg: From an interview », sur Jacket2, 9 décembre 2014,

#### Articles francophones
- Florence Trocmé, « Les Techniciens du sacré, de Jerome Rothenberg », sur Poezibao, 4 avril 2008,
- François Hugonnier, « « Vat am I doink here ? » », Revue française d'études américaines, no 149,‎ quatrième trimestre 2016, p. 209-223 (15 pages) (lire en ligne ),

### Documents audio-phoniques et audiovisuels
- Sur le site PennSound de l'université de Pennsylvanie : interviews, lectures, etc.